# Marie Brandis

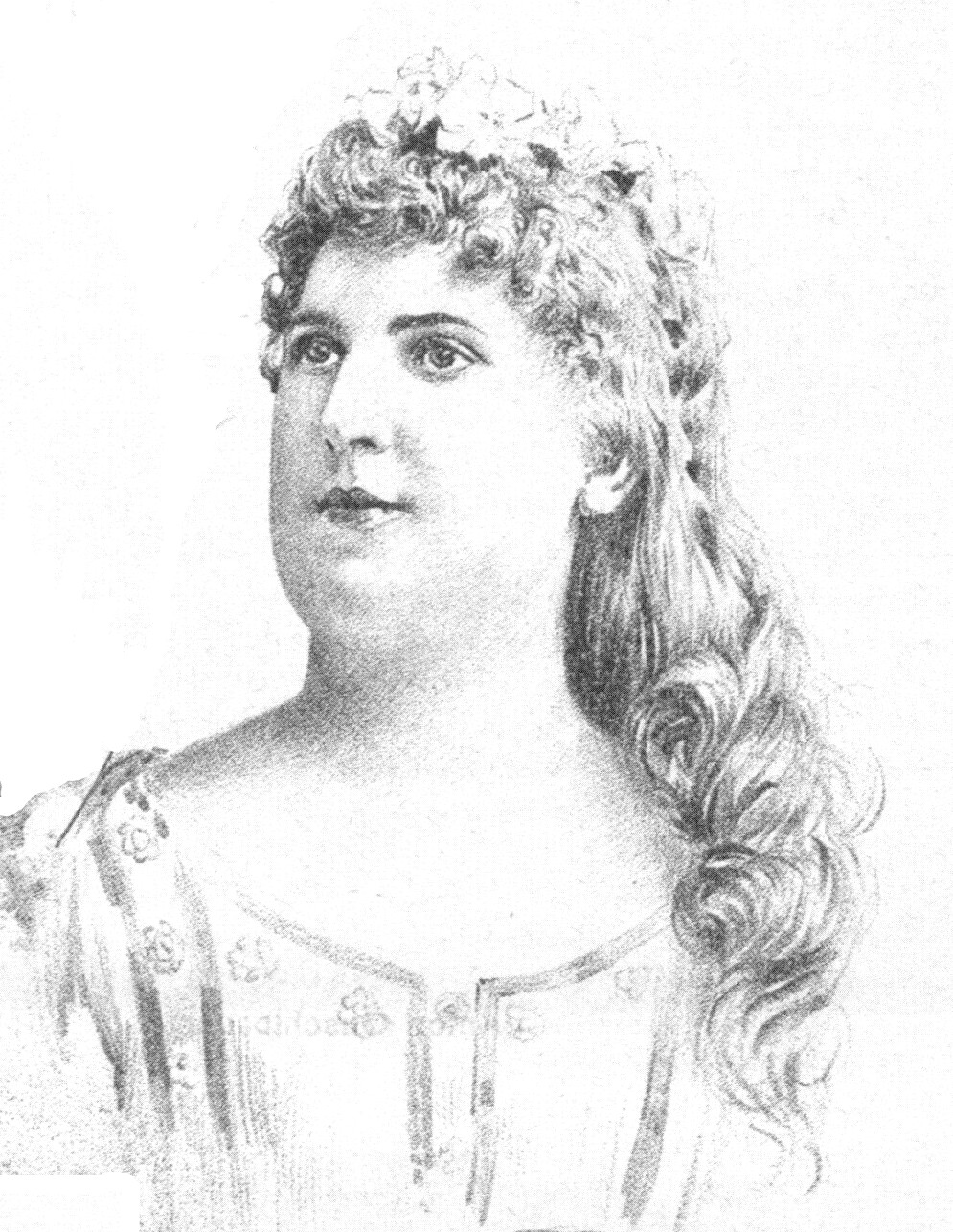
Marie Brandis im Jahre 1899

Marie Brandis, verheiratete Marie Berzé (* 3. Oktober 1866 in Cilli, Kaisertum Österreich; † 21. Oktober 1906 in Graz, Österreich-Ungarn) war eine österreichische Opernsängerin (Sopran).

## Leben
Ihr Geburtsname ist unbekannt, Brandis war ein Künstlername. Sie debütierte am Theater an der Wien. Nachdem sie an verschiedenen Bühnen sowohl in Deutschland und auch in den USA gewirkt hatte, debütierte sie 1899 am Theater von Graz als „Ortrud“ im „Lohengrin“. Danach ging sie von 1901 bis 1903 ans Opernhaus von Breslau und 1904 ans Deutsche Theater Prag. Nach ihrer Rückkehr nach Graz starb sie kurz nach ihrem 40. Geburtstag.
Gastspiele brachten sie 1899 nach Bayreuth zu den Festspielen (1899 als „Gerhilde“ in der „Walküre“) und an die Wiener Hofoper (1900 und 1901 als „Senta“).